# فرودگاه صحرایی اداذی
فرودگاه صحرایی اداذی (به انگلیسی: Adaži Airfield) (به زبان بومی: Rīgas Starptautiskā Lidosta) یک فرودگاه همگانی است . این فرودگاه در شهر ریگا کشور لتونی قرار دارد و در ارتفاع ۱۱ متری از سطح دریا واقع شده‌است.